# Butoraj
Butoraj este o localitate din comuna Črnomelj, Slovenia, cu o populație de 117 locuitori.